# Mistrzostwa Świata FIBT 2012
Mistrzostwa Świata FIBT 2012 rozegrane zostały w dniach 18 - 26 lutego 2012 w Lake Placid. Odbyły się trzy konkurencje bobslejowe, dwie skeletonowe oraz konkurencja mieszana bobslejowo-skeletonowa. Wcześniej odbyły się tu mistrzostwa w 1949, 1961, 1969, 1973, 1978, 1983, 1997 (skeleton), 2003 (tylko mężczyźni), i 2009.

## Skeleton
- Data: 24 lutego 2012

### Mężczyźni
| Miejsce | Sportowiec        | Narodowość        | Czas    |
| ------- | ----------------- | ----------------- | ------- |
| 1       | Martins Dukurs    | Łotwa             | 3:37.09 |
| 2       | Frank Rommel      | Niemcy            | 3:39.17 |
| 3       | Ben Sandford      | Nowa Zelandia     | 3:39.50 |
| 4       | Siergiej Czudinow | Rosja             | 3:39.65 |
| 5       | Tomass Dukurs     | Łotwa             | 3:39.75 |
| 5       | Matt Antoine      | Stany Zjednoczone | 3:39.75 |
| 7       | Alexander Gassner | Niemcy            | 3:40.35 |
| 8       | John Daly         | Stany Zjednoczone | 3:40.52 |
| 9       | Alexander Kröckel | Niemcy            | 3:40.54 |
| 10      | John Fairbairn    | Kanada            | 3:40.71 |

### Kobiety
- Data: 23 lutego 2012

| Miejsce | Zawodnik              | Narodowość        | Czas    |
| ------- | --------------------- | ----------------- | ------- |
| 1       | Katie Uhlaender       | Stany Zjednoczone | 3:42.33 |
| 2       | Mellisa Hollingsworth | Kanada            | 3:42.50 |
| 3       | Elizabeth Yarnold     | Wielka Brytania   | 3:42.69 |
| 4       | Shelley Rudman        | Wielka Brytania   | 3:43.13 |
| 5       | Amy Williams          | Wielka Brytania   | 3:43.24 |
| 6       | Marion Thees          | Niemcy            | 3:43.86 |
| 7       | Katharina Heinz       | Niemcy            | 3:44.39 |
| 8       | Anja Huber            | Niemcy            | 3:44.50 |
| 9       | Lucy Chaffer          | Australia         | 3:44.57 |
| 10      | Anne O’Shea           | Stany Zjednoczone | 3:44.60 |

## Bobsleje

### Mężczyźni

#### Dwójki
- Data: 18 lutego 2012

| Miejsce | Narodowość        | Zawodnik                              | czas    |
| ------- | ----------------- | ------------------------------------- | ------- |
| 1       | Stany Zjednoczone | Steven Holcomb Steve Langton          | 3:42.88 |
| 2       | Kanada            | Lyndon Rush Jesse Lumsden             | 3:43.34 |
| 3       | Niemcy            | Maximilian Arndt Kevin Kuske          | 3:43.43 |
| 4       | Niemcy            | Francesco Friedrich Marko Hübenbecker | 3:43.50 |
| 5       | Szwajcaria        | Beat Hefti Thomas Lamparter           | 3:43.74 |
| 6       | Stany Zjednoczone | John Napier Chris Fogt                | 3:44.12 |
| 7       | Niemcy            | Manuel Machata Andreas Bredau         | 3:44.28 |
| 8       | Łotwa             | Oskars Melbārdis Daumants Dreiškens   | 3:44.34 |
| 9       | Stany Zjednoczone | Nick Cunningham Dallas Robinson       | 3:44.35 |
| 10      | Szwajcaria        | Gregor Baumann Alex Baumann           | 3:44.46 |

#### Czwórki
- Data: 25 lutego 2012

| Pozycja | Zawodnik                                                                   | Kraj              | Ślizg 1 | Ślizg 2 | Ślizg 3 | Ślizg 4 | Wynik   | Strata |
| ------- | -------------------------------------------------------------------------- | ----------------- | ------- | ------- | ------- | ------- | ------- | ------ |
| 1       | Steven Holcomb Justin Olsen Steve Langton Curt Tomasevicz                  | Stany Zjednoczone | 54,34   | 54,58   | 53,92   | 53,99   | 3:36,83 | 0,0    |
| 2       | Maximilian Arndt Alexander Rödiger Kevin Kuske Martin Putze                | Niemcy            | 54,19   | 54,74   | 54,12   | 54,28   | 3:37,33 | +0,50  |
| 3       | Manuel Machata Marko Hübenbecker Andreas Bredau Christian Poser            | Niemcy            | 54,38   | 54,82   | 54,25   | 54,18   | 3:37,63 | +0,80  |
| 4       | Edwin van Calker Arno Klaassen Sybren Jansma Jeroen Piek                   | Holandia          | 54,60   | 54,95   | 54,23   | 54,16   | 3:37,94 | +1,11  |
| 5       | Aleksandr Zubkow Filipp Jegorow Dmitrij Trunienkow Maksim Mokrousow        | Rosja             | 54,38   | 54,97   | 54,27   | 54,49   | 3:38,11 | +1,28  |
| 6       | Edgars Maskalāns Daumants Dreiškens Uģis Žaļims Intars Dambis              | Łotwa             | 54,69   | 54,93   | 54,21   | 54,37   | 3:38,20 | +1,37  |
| 7       | Lyndon Rush Jesse Lumsden Cody Sorensen Neville Wright                     | Kanada            | 54,88   | 54,75   | 54,21   | 54,48   | 3:38,32 | +1,49  |
| 8       | Gregor Baumann Patrick Blöchliger Alex Baumann Jürg Egger                  | Szwajcaria        | 54,87   | 55,21   | 54,43   | 54,58   | 3:39,09 | +2,26  |
| 9       | Francesco Friedrich Ronny Listner Michail Makarow Thomas Blaschek          | Niemcy            | 54,84   | 55,08   | 54,42   | 54,97   | 3:39,31 | +2,48  |
| 10      | John James Jackson Stuart Benson Bruce Tasker Joel Fearon                  | Wielka Brytania   | 55,25   | 55,09   | 54,62   | 54,49   | 3:39,45 | +2,62  |
| 11      | Aleksandr Kasjanow Piotr Moisiejew Maksim Bieługin Nikołaj Chrienkow       | Rosja             | 54,89   | 55,29   | 54,58   | 54,73   | 3:39,49 | +2,66  |
| 12      | Nikita Zacharow Aleksiej Niegodajło Ilwir Chuzin Jurij Szeliczkow          | Rosja             | 55,07   | 55,06   | 54,79   | 54,57   | 3:39,49 | +2,66  |
| 13      | Jan Vrba Vladimír Hladik Martin Bohmann Jan Stokláska                      | Czechy            | 55,11   | 55,19   | 54,64   | 54,74   | 3:39,68 | +2,85  |
| 13      | Nick Cunningham Jesse Beckom Johnny Quinn Dallas Robinson                  | Stany Zjednoczone | 55,21   | 55,35   | 54,53   | 54,59   | 3:39,68 | +2,85  |
| 15      | Simone Bertazzo Simone Fontana Gianluca Bruno Francesco Costa              | Włochy            | 55,38   | 55,38   | 54,88   | 54,95   | 3:40,59 | +3,76  |
| 16      | Nicolae Istrate Emilian Pertea Bogdan Laurentiu Otavă Florin Cezar Crăciun | Rumunia           | 55,27   | 55,47   | 55,03   | 55,14   | 3:40,91 | +4,08  |
| 17      | Won Yun-jong Kim Sik Kim Hong-bae Seo Young-woo                            | Korea Południowa  | 55,82   | 55,69   | 55,45   | 55,31   | 3:42,27 | +5,44  |
| 18      | Milan Jagnešák Martin Tešovič Robert Chorvat Juraj Mokrás                  | Słowacja          | 55,61   | 55,38   | 54,98   | dsq     |         |        |
| 19      | Heath Spence Gareth Nichols Ben Lisson Lucas Mata                          | Australia         | 55,85   | 55,70   | dnf     |         |         |        |
| 20      | Oskars Melbārdis Helvijs Lūsis Arvis Vilkaste Jānis Strenga                | Łotwa             | 55,85   | 55,70   | dns     |         |         |        |
| 21      | John Napier Chuck Berkeley Adam Clark Chris Fogt                           | Stany Zjednoczone | 54,75   | dsq     |         |         |         |        |
| 22      | Thibault Godefroy Jeremy Baillard Alexandre Jolivet Vincent Ricard         | Francja           | dns     |         |         |         |         |        |

### Kobiety

#### Dwójki
- Data: 17 lutego 2012

| Miejsce | Narodowość        | Zawodnik                             | czas    |
| ------- | ----------------- | ------------------------------------ | ------- |
| 1       | Kanada            | Kaillie Humphries Jennifer Ciochetti | 3:48.57 |
| 2       | Niemcy            | Sandra Kiriasis Petra Lammert        | 3:48.90 |
| 3       | Stany Zjednoczone | Elena Meyers Katie Eberling          | 3:49.57 |
| 4       | Niemcy            | Cathleen Martini Janine Tischer      | 3:49.95 |
| 4       | Kanada            | Helen Upperton Shelly-Ann Brown      | 3:49.95 |
| 6       | Szwajcaria        | Fabienne Meyer Hanne Schenk          | 3:50.26 |
| 7       | Wielka Brytania   | Paula Walker Gillian Cooke           | 3:50.60 |
| 8       | Niemcy            | Anja Schneiderheinze Lisette Thöne   | 3:50.87 |
| 9       | Austria           | Christina Hengster Inga Versen       | 3:51.14 |
| 10      | Stany Zjednoczone | Jazmine Fenlator Ingrid Marcum       | 3:51.28 |

## Konkurencja mieszana
- Data: 19 lutego 2012

| Miejsce | Zawodnik | Zawodnicy         | Czas    |
| ------- | --- | ----------------- | ------- |
| 1       | Matthew Antoine Elana Meyers Team Emily Azevedo Katie Uhlaender Steve Holcomb Team Justin Olsen                       | Stany Zjednoczone | 3:44.98 |
| 2       | Frank Rommel Sandra Kiriasis Team Berit Wiacker Marion Thees Maximilian Arndt Team Steven Deja                        | Niemcy            | 3:45.71 |
| 3       | John Fairbairn Kaillie Humphries Team Emily Baadsvik Mellisa Hollingsworth Justin Kripps Team Timothy Randall         | Kanada            | 3:46.28 |
| 4       | John Daly Jazmine Fenlator Team Ingrid Marcum Anne O’Shea Nick Cunningham Team Dallas Robinson                        | Stany Zjednoczone | 3:46.48 |
| 5       | Alexander Kröckel Cathleen Martini Team Christin Senkel Anja Huber Manuel Machata Team Michail Makarow                | Niemcy            | 3:46.81 |
| 6       | Siergiej Czudinow Anastasija Tambowcewa Team Natalija Kałasznik Marija Orłowa Aleksandr Kasjanow Team Jurij Sielichow | Rosja             | 3:47.43 |
| 7       | Kristan Bromley Paula Walker Team Rebekah Wilson Shelley Rudman John James Jackson Team Stuart Benson                 | Wielka Brytania   | 3:47.56 |
| 8       | Aleksandr Trietjakow Olga Fiedorowa Team Julija Timofiejewa Olga Potylicyna Aleksandr Zubkow Team Maksim Mokrousow    | Rosja             | 3:47.67 |